# Manuel María Gautier
Manuel María de la Concepción Gautier (8 de dezembro de 1830 - 24 de maio de 1897) foi um político da República Dominicana. Ele atuou como presidente interino da República Dominicana de 27 de fevereiro a 30 de abril de 1889 e, posteriormente, como vice-presidente da República Dominicana de 1889 a 1893.
Foi também Ministro da Fazenda da República Dominicana em 1876.